# I liga polska w piłce siatkowej mężczyzn (2010/2011)
Do rozgrywek I ligi polskiej w piłce siatkowej mężczyzn sezonu 2010/2011 przez władze Polskiego Związku Piłki Siatkowej dopuszczonych zostało ostatecznie 13 drużyn.

## System rozgrywek
Zmagania toczą się dwuetapowo:

### Etap I (dwurundowa faza zasadnicza)
Przeprowadzona w formule ligowej, systemem kołowym (tj. „każdy z każdym - mecz i rewanż”), rozpoczęta 25 września 2010 roku meczami 1 kolejki, a zakończona w maju spotkaniami 26 kolejki. Z uwagi na nieparzystą liczbę uczestników - spowodowaną dopuszczeniem SMS I PZPS Spała – podczas każdej z kolejek, jeden z zespołów zmuszony był do pauzy. Faza zasadnicza, klasyfikacja generalna – uwzględnia wyniki wszystkich rozegranych meczów, łącznie z meczami rozegranymi awansem. Punktacja: 3 pkt za wygraną 3:0 i 3:1, 2 pkt za wygraną 3:2, 1 pkt za porażkę 2:3, 0 pkt za przegraną 1:3 i 0:3.
Kolejność w tabeli po każdej kolejce rozgrywek (tabela) ustalana jest według liczby zdobytych punktów meczowych. W przypadku równej liczby punktów meczowych o wyższym miejscu w tabeli decyduje:
1. liczba wygranych meczów
2. lepszy (wyższy) stosunek setów zdobytych do straconych
3. lepszy (wyższy) stosunek małych punktów zdobytych do małych punktów straconych

Jeżeli mimo zastosowania powyższych reguł nadal nie można ustalić kolejności, o wyższej pozycji w tabeli decydują wyniki meczów rozegranych pomiędzy zainteresowanymi drużynami w danym sezonie.

### Etap II (faza play-off / play-out)
Przeprowadzona w systemem pucharowym, rozpoczęta w kwietniu 2011 pierwszymi meczami I rundy, a zakończona w maju 2011 ostatnimi spotkaniami finałowym. Do rundy play-off przystąpi 8 najlepszych drużyn po fazie zasadniczej. 9 drużyna po rundzie zasadniczej kończy sezon, a 4 najsłabsze drużyny rywalizować będą o utrzymanie (w rundzie play-out).
Runda play-off
Runda 1
(O miejsca 1-8) - O tytuł mistrza I ligi grają drużyny, które po zakończeniu fazy zasadniczej rozgrywek zajęły w tabeli miejsca od 1 do 8. Drużyny z miejsc 1-8; 2-7; 3-6; 4-5 utworzą pary meczowe, które zagrają o miejsca w 1/2 finału. Drużyny grają do trzech wygranych meczów ze zmianą gospodarza po dwóch meczach. Gospodarzami pierwszego terminu (terminy są dwudniowe - dwumeczowe) będą zespoły, które po fazie zasadniczej rozgrywek zajęły wyższe miejsce w tabeli (ewentualny piąty mecz zostaje rozegrany również na parkiecie drużyny, która zajęła wyższe miejsce po rundzie zasadniczej).
Runda 2
(O miejsca 1-4) - Zwycięzcy rywalizacji z rundy 1 zagrają w 1/2 finału o miejsca 1-4. W pierwszym półfinale zagrają zwycięzca rywalizacji 1-8 ze zwycięzcą rywalizacji 4-5. W drugim półfinale zagrają zwycięzca rywalizacji 2-7 ze zwycięzcą rywalizacji 3-6. Drużyny grają do trzech wygranych meczów ze zmianą gospodarza po dwóch meczach. Gospodarzami pierwszego terminu (terminy są dwudniowe - dwumeczowe) będą zespoły, które po fazie zasadniczej rozgrywek zajęły wyższe miejsce w tabeli (ewentualny piąty mecz zostaje rozegrany również na parkiecie drużyny, która zajęła wyższe miejsce po rundzie zasadniczej).
(O miejsca 5-8) - Turniej zorganizowany w jednej hali o miejsca 5-8 w końcowej klasyfikacji sezonu. Rozgrywany systemem "każdy z każdym", tj. każda drużyna gra po jednym meczu z każdym przeciwnikiem. Tworzy się tabela (punktacja - 2 pkt. za zwycięstwo, 1 pkt. za porażkę). Zwycięzca turnieju zajmie 5. miejsce w końcowej klasyfikacji, 2 drużyna turnieju - 6, 3 drużyna - 7, a 4 zespół - 8.
Runda 3
(O miejsca 1-2) - O tytuł mistrza I ligi. Zwycięzca 1. półfinału gra ze zwycięzcą 2. półfinału do trzech wygranych meczów ze zmianą gospodarza po dwóch meczach. Gospodarzami pierwszego terminu (terminy są dwudniowe - dwumeczowe) będą zespoły, które po fazie zasadniczej rozgrywek zajęły wyższe miejsce w tabeli (ewentualny piąty mecz zostaje rozegrany również na parkiecie drużyny, która zajęła wyższe miejsce po rundzie zasadniczej).
Runda play-out
Zespoły, które po zakończeniu rundy zasadniczej zajęły miejsca 10-13 zagrają o utrzymanie w I lidze. Drużyny z miejsc 10-13; 11-12 utworzą pary meczowe. Rywalizacja toczyć się będzie do trzech wygranych meczów ze zmianą gospodarza po dwóch rozegranych meczach. Gospodarzami pierwszego terminu (terminy są dwudniowe - dwumeczowe) będą zespoły, które po fazie zasadniczej rozgrywek zajęły wyższe miejsce w tabeli (ewentualny piąty mecz zostaje rozegrany również na parkiecie drużyny, która zajęła wyższe miejsce po rundzie zasadniczej). Zwycięzcy utrzymują się w lidze, natomiast przegrani spadają do II ligi.
O kolejności końcowej w przypadku odpadnięcia drużyn w tej samej rundzie i nie rozgrywania meczów o poszczególne miejsca decyduje kolejność po rundzie zasadniczej.
Decyzją Zarządu Polskiego Związku Piłki Siatkowej z dnia 15 września 2010 r., SMS I PZPS Spała będzie występował w rozgrywkach na tych samych zasadach co pozostałe zespoły. Zniesione zostało automatyczne pozostanie w lidze bez względu na wynik sportowy, tj. zespoły te obowiązują ogólne zasady dotycząc spadku i awansu.

## Drużyny uczestniczące
| | Uczestnicy poprzedniej edycji   |             |
| --- | ------------------------------- | ----------- |
| GDA | Trefl Gdańsk                    | 2           |
| ŚWI | Avia Świdnik                    | 3           |
| JOK | Joker Rodło Piła                | 4           |
| GOR | Rajbud GTPS Gorzów Wielkopolski | 5           |
| BIE | BBTS Bielsko-Biała              | 6           |
| MIĘ | MKS Orzeł Międzyrzecz           | 7           |
| NYS | Stal AZS PWSZ Nysa              | 8           |
| SUW | Ślepsk Suwałki                  | 9           |
| ENE | MCKiS PKE Energetyk Jaworzno    | 10          |
| SMS | SMS PZPS Spała                  | [ 1 ] [ 3 ] |
| | Spadek z PlusLigi               |             |
| RAD | Jadar Radom                     | 9           |
| | Awans z II ligi (grupa III)     |             |
| OST | Pekpol Ostrołęka                | 1           |
| | Awans z II ligi (grupa IV)      |             |
| BED | MKS MOS Interpromex Będzin      | 1           |
| Oznaczenia: - kolumna pierwsza – skróty nazw drużyn wpisane na mapie (jeśli ta została zamieszczona), - kolumna trzecia – miejsce zajęte przez daną drużynę w poprzednim sezonie. |                                 |             |

## Hale sportowe
| Klub                            | Hala sportowa                        | Miasto              | Liczba miejsc |
| ------------------------------- | ------------------------------------ | ------------------- | ------------- |
| Jadar Radom                     | Hala sportowa MOSiR                  | Radom               | 1700          |
| Trefl Gdańsk                    | Hala MOSiR Gdańsk                    | Gdańsk              | 2000          |
| Avia Świdnik                    | Hala PZL Świdnik                     | Świdnik             | 1000          |
| Joker Rodło Piła                | Hala widowiskowo-sportowa MUKS       | Piła                | 2000          |
| Rajbud GTPS Gorzów Wielkopolski | Hala ZSTiO                           | Gorzów Wielkopolski | 1100          |
| BBTS Bielsko-Biała              | Hala BBOSiR                          | Bielsko-Biała       | 500           |
| MKS Orzeł Międzyrzecz           | Hala MOSiW                           | Międzyrzecz         | 614           |
| Stal AZS PWSZ Nysa              | Hala sportowa AZS                    | Nysa                | 1100          |
| Ślepsk Suwałki                  | Hala OSiR Suwałki                    | Suwałki             | 460           |
| MCKiS PKE Energetyk Jaworzno    | Hala Sportowo-widowiskowa MCKiS      | Jaworzno            | 1350          |
| SMS PZPS Spała                  | Hala Sportowa SMS                    | Spała               |               |
| MKS MOS Interpromex Będzin      | Hala sportowa „Łagisza”              | Będzin              | 500           |
| Pekpol Ostrołęka                | Hala Sportowa im. Arkadiusza Gołasia | Ostrołęka           | 1000          |

## Rozgrywki

### Faza zasadnicza

#### Tabela wyników
| Gospodarz \ Gość1               | RAD | GDA | ŚWI | JOK | GOR | BIE | MIĘ | NYS | SUW | ENE | OST | BED | SMS |
| Jadar Radom                     |     | 1:3 | 3:0 | 3:0 | 2:3 | 3:0 | 3:0 | 3:1 | 2:3 | 3:0 | 3:1 | 3:0 | 3:0 |
| Trefl Gdańsk                    | 2:3 |     | 3:0 | 3:2 | 3:2 | 1:3 |     | 3:0 | 3:1 | 3:1 | 3:1 | 3:1 | 3:0 |
| Avia Świdnik                    | 2:3 | 1:3 |     | 0:3 | 0:3 | 2:3 | 3:1 | 3:1 | 3:1 | 1:3 | 3:0 | 1:3 | 3:0 |
| Joker Rodło Piła                | 1:3 | 3:1 | 1:3 |     | 3:1 | 3:2 |     | 3:2 | 0:3 | 3:0 | 2:3 | 3:1 | 3:1 |
| Rajbud GTPS Gorzów Wielkopolski | 3:1 | 3:1 | 3:1 | 3:2 |     | 3:2 | 3:1 | 3:1 | 1:3 | 3:2 | 0:3 | 2:3 | 3:1 |
| BBTS Bielsko-Biała              | 3:2 | 3:1 | 3:2 | 3:2 | 3:1 |     |     | 2:3 | 2:3 | 3:0 | 2:3 | 1:3 | 3:0 |
| MKS Orzeł Międzyrzecz           |     | 1:3 |     | 0:3 |     | 1:3 |     |     | 0:3 |     |     |     | 3:1 |
| Stal AZS PWSZ Nysa              | 2:3 | 3:2 | 3:1 | 2:3 | 2:3 | 3:0 | 3:0 |     | 3:0 | 3:0 | 3:0 | 2:3 | 3:0 |
| Ślepsk Suwałki                  | 0:3 | 0:3 | 3:2 | 2:3 | 2:3 | 3:1 |     | 3:2 |     | 3:0 | 3:2 | 3:1 | 3:0 |
| MCKiS PKE Energetyk Jaworzno    | 2:3 | 3:1 | 3:0 | 3:1 | 0:3 | 3:0 | 3:2 | 1:3 | 0:3 |     | 3:2 | 3:0 | 3:0 |
| Pekpol Ostrołęka                | 3:0 | 3:1 | 3:0 | 1:3 | 2:3 | 3:1 | 3:1 | 3:2 | 2:3 | 3:1 |     | 1:3 | 3:0 |
| MKS MOS Interpromex Będzin      | 1:3 | 0:3 | 3:2 | 3:2 | 0:3 | 1:3 | 1:3 | 3:0 | 3:2 | 3:2 | 2:3 |     | 3:0 |
| SMS PZPS Spała                  | 1:3 | 1:3 | 0:3 | 0:3 | 0:3 | 0:3 |     | 0:3 | 0:3 | 0:3 | 0:3 | 0:3 |     |

Źródło: inf. własna
1 Drużyna gospodarzy jest wymieniona po lewej stronie tabeli.
Kolory:
  zwycięstwo gospodarzy 3:0 lub 3:1
  zwycięstwo gospodarzy 3:2
  zwycięstwo gości 3:0 lub 3:1
  zwycięstwo gości 3:2

#### Terminarz i wyniki spotkań
|  |  | 1. KOLEJKA |  |
|  |  | ---------- |  |

| 25.09.2010 | SMS PZPS Spała               | 1:3 (23:25, 15:25, 25:21, 21:25)        | Trefl Gdańsk                    |
| 25.09.2010 | Pekpol Ostrołęka             | 3:0 (26:24, 25:9, 25:22)                | Avia Świdnik                    |
| 25.09.2010 | MKS MOS Interpromex Będzin   | 3:2 (26:24, 25:16, 22:25, 20:25, 16:14) | Joker Rodło Piła                |
| 25.09.2010 | MCKiS PKE Energetyk Jaworzno | 0:3 (22:25, 19:25, 18:25)               | Rajbud GTPS Gorzów Wielkopolski |
| 25.09.2010 | Ślepsk Suwałki               | 3:1 (32:30, 22:25, 25:19, 25:22)        | BBTS Bielsko-Biała              |
| 25.09.2010 | Stal AZS PWSZ Nysa           | 3:0 (25:18, 26:24, 25:21)               | MKS Orzeł Międzyrzecz           |
| Pauzuje:   | Jadar Radom                  |                                         |                                 |

|  |  | 14. KOLEJKA |  |
|  |  | ----------- |  |

| 18.12.2010 | Trefl Gdańsk                    | 3:0 (25:11, 25:12, 25:16)               | SMS PZPS Spała               |
| 18.12.2010 | Avia Świdnik                    | 3:0 (25:22, 25:20, 25:20)               | Pekpol Ostrołęka             |
| 18.12.2010 | Joker Rodło Piła                | 3:1 (25:21, 22:25, 26:24, 25:22)        | MKS MOS Interpromex Będzin   |
| 18.12.2010 | Rajbud GTPS Gorzów Wielkopolski | 3:2 (22:25, 25:15, 21:25, 25:23, 15:12) | MCKiS PKE Energetyk Jaworzno |
| 18.12.2010 | BBTS Bielsko-Biała              | 2:3 (25:20, 22:25, 25:22, 16:25, 12:15) | Ślepsk Suwałki               |
| Pauzuje:   | Stal AZS PWSZ Nysa              |                                         |                              |
| Pauzuje:   | Jadar Radom                     |                                         |                              |

|  |  | 2. KOLEJKA |  |
|  |  | ---------- |  |

| 02.10.2010 | MKS Orzeł Międzyrzecz           | 0:3 (18:25, 23:25, 15:25)               | Ślepsk Suwałki               |
| 02.10.2010 | BBTS Bielsko-Biała              | 3:0 (29:27, 25:23, 25:17)               | MCKiS PKE Energetyk Jaworzno |
| 02.10.2010 | Rajbud GTPS Gorzów Wielkopolski | 2:3 (22:25, 25:21, 24:26, 25:21, 16:18) | MKS MOS Interpromex Będzin   |
| 02.10.2010 | Joker Rodło Piła                | 2:3 (25:19, 19:25, 25:23, 19:25, 12:15) | Pekpol Ostrołęka             |
| 02.10.2010 | Avia Świdnik                    | 3:0 (25:17, 25:18, 25:20)               | SMS PZPS Spała               |
| 02.10.2010 | Trefl Gdańsk                    | 2:3 (23:25, 25:16, 25:23, 19:25, 11:15) | Jadar Radom                  |
| Pauzuje:   | Stal AZS PWSZ Nysa              |                                         |                              |

|  |  | 15. KOLEJKA |  |
|  |  | ----------- |  |

| 22.12.2010 | Pekpol Ostrołęka             | 1:3 (28:26, 23:25, 18:25, 23:25) | Joker Rodło Piła                |
| 22.12.2010 | SMS PZPS Spała               | 0:3 (11:25, 17:25, 23:25)        | Avia Świdnik                    |
| 22.12.2010 | Jadar Radom                  | 1:3 (17:25, 22:25, 27:25, 22:25) | Trefl Gdańsk                    |
| 12.01.2011 | MKS MOS Interpromex Będzin   | 0:3 (22:25, 29:31, 21:25)        | Rajbud GTPS Gorzów Wielkopolski |
| 26.01.2011 | MCKiS PKE Energetyk Jaworzno | 3:0 (25:23, 25:16, 25:20)        | BBTS Bielsko-Biała              |
| Pauzuje:   | Ślepsk Suwałki               |                                  |                                 |
| Pauzuje:   | Stal AZS PWSZ Nysa           |                                  |                                 |

|  |  | 3. KOLEJKA |  |
|  |  | ---------- |  |

| 09.10.2010 | Jadar Radom                  | 3:0 (25:19, 25:23, 25:16)               | Avia Świdnik                    |
| 09.10.2010 | SMS PZPS Spała               | 0:3 (17:25, 20:25, 17:25)               | Joker Rodło Piła                |
| 09.10.2010 | Pekpol Ostrołęka             | 2:3 (25:16, 23:25, 26:28, 25:19, 12:15) | Rajbud GTPS Gorzów Wielkopolski |
| 09.10.2010 | MKS MOS Interpromex Będzin   | 1:3 (21:25, 25:18, 20:25, 16:25)        | BBTS Bielsko-Biała              |
| 09.10.2010 | MCKiS PKE Energetyk Jaworzno | 3:2 (29:27, 24:26, 25:27, 29:27, 15:13) | MKS Orzeł Międzyrzecz           |
| 09.10.2010 | Ślepsk Suwałki               | 3:2 (25:21, 25:22, 17:25, 25:27, 15:13) | Stal AZS PWSZ Nysa              |
| Pauzuje:   | Trefl Gdańsk                 |                                         |                                 |

|  |  | 16. KOLEJKA |  |
|  |  | ----------- |  |

| 08.01.2011 | Avia Świdnik                    | 2:3 (25:19, 21:25, 16:25, 25:22, 12:15) | Jadar Radom                |
| 08.01.2011 | Joker Rodło Piła                | 3:1 (25:18, 25:23, 19:25, 25:18)        | SMS PZPS Spała             |
| 08.01.2011 | Rajbud GTPS Gorzów Wielkopolski | 0:3 (25:27, 17:25, 21:25)               | Pekpol Ostrołęka           |
| 08.01.2011 | BBTS Bielsko-Biała              | 1:3 (25:20, 23:25, 20:25, 23:25)        | MKS MOS Interpromex Będzin |
| 08.01.2011 | Stal AZS PWSZ Nysa              | 3:0 (25:22, 25:18, 27:25)               | Ślepsk Suwałki             |
| Pauzuje:   | MCKiS PKE Energetyk Jaworzno    |                                         |                            |
| Pauzuje:   | Trefl Gdańsk                    |                                         |                            |

|  |  | 4. KOLEJKA |  |
|  |  | ---------- |  |

| 16.10.2010 | Stal AZS PWSZ Nysa              | 3:0 (25:22, 26:24, 25:19)               | MCKiS PKE Energetyk Jaworzno |
| 16.10.2010 | MKS Orzeł Międzyrzecz           | 1:3 (25:21, 25:27, 22:25, 24:26)        | MKS MOS Interpromex Będzin   |
| 16.10.2010 | BBTS Bielsko-Biała              | 2:3 (25:16, 25:20, 23:25, 27:29, 10:15) | Pekpol Ostrołęka             |
| 16.10.2010 | Rajbud GTPS Gorzów Wielkopolski | 3:1 (25:21, 25:15, 23:25, 25:12)        | SMS PZPS Spała               |
| 16.10.2010 | Jadar Radom                     | 3:0 (25:21, 25:16, 25:18)               | Joker Rodło Piła             |
| 16.10.2010 | Avia Świdnik                    | 1:3 (26:24, 21:25, 21:25, 30:32)        | Trefl Gdańsk                 |
| Pauzuje:   | Ślepsk Suwałki                  |                                         |                              |

|  |  | 17. KOLEJKA |  |
|  |  | ----------- |  |

| 14.01.2011 | MCKiS PKE Energetyk Jaworzno | 1:3 (21:25, 25:18, 18:25, 23:25) | Stal AZS PWSZ Nysa              |
| 14.01.2011 | SMS PZPS Spała               | 0:3 (17:25, 19:25, 17:25)        | Rajbud GTPS Gorzów Wielkopolski |
| 15.01.2011 | Pekpol Ostrołęka             | 3:1 (25:18, 25:18, 16:25, 25:21) | BBTS Bielsko-Biała              |
| 15.01.2011 | Joker Rodło Piła             | 1:3 (23:25, 25:21, 14:25, 19:25) | Jadar Radom                     |
| 15.01.2011 | Trefl Gdańsk                 | 3:0 (25:22, 25:21, 25:11)        | Avia Świdnik                    |
| Pauzuje:   | MKS MOS Interpromex Będzin   |                                  |                                 |
| Pauzuje:   | Ślepsk Suwałki               |                                  |                                 |

|  |  | 5. KOLEJKA |  |
|  |  | ---------- |  |

| 23.10.2010 | Joker Rodło Piła             | 3:1 (25:22, 21:25, 25:17, 25:21)        | Trefl Gdańsk                    |
| 23.10.2010 | Jadar Radom                  | 2:3 (25:19, 24:26, 25:23, 14:25, 12:15) | Rajbud GTPS Gorzów Wielkopolski |
| 23.10.2010 | SMS PZPS Spała               | 0:3 (15:25, 19:25, 17:25)               | BBTS Bielsko-Biała              |
| 23.10.2010 | Pekpol Ostrołęka             | 3:1 (19:25, 25:18, 25:22, 25:17)        | MKS Orzeł Międzyrzecz           |
| 23.10.2010 | MKS MOS Interpromex Będzin   | 3:0 (25:23, 25:21, 25:20)               | Stal AZS PWSZ Nysa              |
| 23.10.2010 | MCKiS PKE Energetyk Jaworzno | 0:3 (18:25, 23:25, 17:25)               | Ślepsk Suwałki                  |
| Pauzuje:   | Avia Świdnik                 |                                         |                                 |

|  |  | 18. KOLEJKA |  |
|  |  | ----------- |  |

| 22.01.2011 | Trefl Gdańsk                    | 3:2 (21:25, 25:15, 23:25, 25:17, 15:13) | Joker Rodło Piła             |
| 22.01.2011 | Stal AZS PWSZ Nysa              | 2:3 25:19, 21:25, 16:25, 31:29, 12:15   | MKS MOS Interpromex Będzin   |
| 22.01.2011 | Ślepsk Suwałki                  | 3:0 (25:22, 25:20, 25:23)               | MCKiS PKE Energetyk Jaworzno |
| 25.01.2011 | Rajbud GTPS Gorzów Wielkopolski | 3:1 (22:25, 25:16, 25:16, 28:26)        | Jadar Radom                  |
| 02.02.2011 | BBTS Bielsko-Biała              | 3:0 (25:16, 25:16, 25:18)               | SMS PZPS Spała               |
| Pauzuje:   | Pekpol Ostrołęka                |                                         |                              |
| Pauzuje:   | Avia Świdnik                    |                                         |                              |

|  |  | 6. KOLEJKA |  |
|  |  | ---------- |  |

| 30.10.2010 | Ślepsk Suwałki                  | 3:1 (25:22, 25:22, 18:25, 25:23)        | MKS MOS Interpromex Będzin |
| 30.10.2010 | Stal AZS PWSZ Nysa              | 3:0 (25:20, 25:16, 25:20)               | Pekpol Ostrołęka           |
| 30.10.2010 | MKS Orzeł Międzyrzecz           | 3:1 (25:20, 23:25, 25:11, 25:20)        | SMS PZPS Spała             |
| 30.10.2010 | BBTS Bielsko-Biała              | 3:2 (20:25, 20:25, 25:17, 25:15, 17:15) | Jadar Radom                |
| 30.10.2010 | Rajbud GTPS Gorzów Wielkopolski | 3:1 (23:25, 25:22, 25:22, 25:20)        | Trefl Gdańsk               |
| 30.10.2010 | Joker Rodło Piła                | 1:3 (25:22, 23:25, 24:26, 14:25)        | Avia Świdnik               |
| Pauzuje:   | MCKiS PKE Energetyk Jaworzno    |                                         |                            |

|  |  | 19. KOLEJKA |  |
|  |  | ----------- |  |

| 29.01.2011 | MKS MOS Interpromex Będzin   | 3:2 (27:25, 22:25, 20:25, 25:21, 15:9)  | Ślepsk Suwałki                  |
| 29.01.2011 | Pekpol Ostrołęka             | 3:2 (25:22, 23:25, 25:21, 22:25, 15:13) | Stal AZS PWSZ Nysa              |
| 29.01.2011 | Jadar Radom                  | 3:0 (25:20, 25:23, 25:19)               | BBTS Bielsko-Biała              |
| 29.01.2011 | Avia Świdnik                 | 0:3 (23:25, 20:25, 15:25)               | Joker Rodło Piła                |
| 01.02.2011 | Trefl Gdańsk                 | 3:2 (20:25, 19:25, 25:21, 27:25, 15:13) | Rajbud GTPS Gorzów Wielkopolski |
| Pauzuje:   | SMS PZPS Spała               |                                         |                                 |
| Pauzuje:   | MCKiS PKE Energetyk Jaworzno |                                         |                                 |

|  |  | 7. KOLEJKA |  |
|  |  | ---------- |  |

| 06.11.2010 | Avia Świdnik               | 0:3 (21:25, 20:25, 16:25)               | Rajbud GTPS Gorzów Wielkopolski |
| 06.11.2010 | Trefl Gdańsk               | 1:3 (25:27, 25:17, 22:25, 19:25)        | BBTS Bielsko-Biała              |
| 06.11.2010 | Jadar Radom                | 3:0 (25:20, 25:17, 25:12)               | MKS Orzeł Międzyrzecz           |
| 06.11.2010 | Pekpol Ostrołęka           | 2:3 (25:23, 21:25, 25:21, 20:25, 10:15) | Ślepsk Suwałki                  |
| 06.11.2010 | MKS MOS Interpromex Będzin | 3:2 (27:25, 18:25, 21:25, 25:22, 15:11) | MCKiS PKE Energetyk Jaworzno    |
| 07.11.2010 | SMS PZPS Spała             | 0:3 (14:25, 20:25, 17:25)               | Stal AZS PWSZ Nysa              |
| Pauzuje:   | Joker Rodło Piła           |                                         |                                 |

|  |  | 20. KOLEJKA |  |
|  |  | ----------- |  |

| 05.02.2011 | Rajbud GTPS Gorzów Wielkopolski | 3:1 (25:22, 29:27, 17:25, 27:25)        | Avia Świdnik               |
| 05.02.2011 | BBTS Bielsko-Biała              | 3:1 (15:25, 25:19, 25:23, 25:23)        | Trefl Gdańsk               |
| 05.02.2011 | Ślepsk Suwałki                  | 3:2 (21:25, 17:25, 25:17, 25:22, 15:12) | Pekpol Ostrołęka           |
| 05.02.2011 | MCKiS PKE Energetyk Jaworzno    | 3:0 (26:24, 26:24, 25:23)               | MKS MOS Interpromex Będzin |
| 09.02.2011 | Stal AZS PWSZ Nysa              | 3:0 (25:19, 25:20, 25:18)               | SMS PZPS Spała             |
| Pauzuje:   | Jadar Radom                     |                                         |                            |
| Pauzuje:   | Joker Rodło Piła                |                                         |                            |

|  |  | 8. KOLEJKA |  |
|  |  | ---------- |  |

| 10.11.2010 | MCKiS PKE Energetyk Jaworzno    | 3:2 (20:25, 25:17, 18:25, 25:21, 15:11) | Pekpol Ostrołęka |
| 10.11.2010 | SMS PZPS Spała                  | 0:3 (19:25, 20:25, 19:25)               | Ślepsk Suwałki   |
| 10.11.2010 | Stal AZS PWSZ Nysa              | 2:3 (25:20, 27:29, 22:25, 25:22, 14:16) | Jadar Radom      |
| 10.11.2010 | MKS Orzeł Międzyrzecz           | 1:3 (25:22, 19:25, 23:25, 17:25)        | Trefl Gdańsk     |
| 10.11.2010 | BBTS Bielsko-Biała              | 3:2 (23:25, 24:26, 25:19, 25:17, 15:12) | Avia Świdnik     |
| 10.11.2010 | Rajbud GTPS Gorzów Wielkopolski | 3:2 (19:25, 26:24, 16:25, 25:21, 15:10) | Joker Rodło Piła |
| Pauzuje:   | MKS MOS Interpromex Będzin      |                                         |                  |

|  |  | 21. KOLEJKA |  |
|  |  | ----------- |  |

| 12.02.2011 | Pekpol Ostrołęka           | 3:1 (22:25, 25:21, 25:14, 25:12)       | MCKiS PKE Energetyk Jaworzno    |
| 12.02.2011 | Ślepsk Suwałki             | 3:0 (25:17, 25:14, 25:17)              | SMS PZPS Spała                  |
| 12.02.2011 | Jadar Radom                | 3:1' (14:25, 25:20, 25:20, 25:20)      | Stal AZS PWSZ Nysa              |
| 12.02.2011 | Avia Świdnik               | 2:3 (15:25, 16:25, 25:14, 25:23, 8:15) | BBTS Bielsko-Biała              |
| 12.02.2011 | Joker Rodło Piła           | 3:1 (25:22, 25:17, 20:25, 25:16)       | Rajbud GTPS Gorzów Wielkopolski |
| Pauzuje:   | Trefl Gdańsk               |                                        |                                 |
| Pauzuje:   | MKS MOS Interpromex Będzin |                                        |                                 |

|  |  | 9. KOLEJKA |  |
|  |  | ---------- |  |

| 13.11.2010 | Joker Rodło Piła                | 3:2 (17:25, 25:20, 26:24, 25:27, 15:10) | BBTS Bielsko-Biała           |
| 13.11.2010 | Avia Świdnik                    | 3:1 (22:25, 25:22, 25:17, 25:23)        | MKS Orzeł Międzyrzecz        |
| 13.11.2010 | Trefl Gdańsk                    | 3:0 (25:21, 25:22, 25:11)               | Stal AZS PWSZ Nysa           |
| 13.11.2010 | Jadar Radom                     | 2:3 (26:24, 25:19, 17:25, 19:25, 10:15) | Ślepsk Suwałki               |
| 13.11.2010 | SMS PZPS Spała                  | 0:3 (20:25, 11:25, 21:25)               | MCKiS PKE Energetyk Jaworzno |
| 13.11.2010 | Pekpol Ostrołęka                | 1:3 (21:25, 25:18, 22:25, 18:25)        | MKS MOS Interpromex Będzin   |
| Pauzuje:   | Rajbud GTPS Gorzów Wielkopolski |                                         |                              |

|  |  | 22. KOLEJKA |  |
|  |  | ----------- |  |

| 19.02.2011 | BBTS Bielsko-Biała              | 3:2 (22:25, 25:17, 25:11, 23:25, 15:12) | Joker Rodło Piła |
| 19.02.2011 | Stal AZS PWSZ Nysa              | 3:2 (29:27, 22:25, 22:25, 26:24, 16:14) | Trefl Gdańsk     |
| 19.02.2011 | Ślepsk Suwałki                  | 0:3 (17:25, 22:25, 21:25)               | Jadar Radom      |
| 19.02.2011 | MKS MOS Interpromex Będzin      | 2:3 (21:25, 25:22, 22:25, 25:20, 12:15) | Pekpol Ostrołęka |
| 02.03.2011 | MCKiS PKE Energetyk Jaworzno    | 3:0 (25:14, 25:21, 25:20)               | SMS PZPS Spała   |
| Pauzuje:   | Avia Świdnik                    |                                         |                  |
| Pauzuje:   | Rajbud GTPS Gorzów Wielkopolski |                                         |                  |

|  |  | 10. KOLEJKA |  |
|  |  | ----------- |  |

| 18.11.2010 | Stal AZS PWSZ Nysa           | 3:1 (25:17, 25:20, 19:25, 25:20)        | Avia Świdnik                    |
| 20.11.2010 | MKS MOS Interpromex Będzin   | 3:0 (25:22, 25:10, 25:17)               | SMS PZPS Spała                  |
| 20.11.2010 | MCKiS PKE Energetyk Jaworzno | 2:3 (20:25, 25:22, 26:24, 21:25, 10:15) | Jadar Radom                     |
| 20.11.2010 | Ślepsk Suwałki               | 0:3 (20:25, 19:25, 17:25)               | Trefl Gdańsk                    |
| 20.11.2010 | MKS Orzeł Międzyrzecz        | 0:3 (17:25, 18:25, 10:25)               | Joker Rodło Piła                |
| 20.11.2010 | BBTS Bielsko-Biała           | 3:1 (23:25, 25:22, 25:12, 25:22)        | Rajbud GTPS Gorzów Wielkopolski |
| Pauzuje:   | Pekpol Ostrołęka             |                                         |                                 |

|  |  | 23. KOLEJKA |  |
|  |  | ----------- |  |

| 26.02.2011 | SMS PZPS Spała                  | 0:3 (17:25, 17:25, 20:25)               | MKS MOS Interpromex Będzin   |
| 26.02.2011 | Jadar Radom                     | 3:0 (25:22, 25:14, 25:21)               | MCKiS PKE Energetyk Jaworzno |
| 26.02.2011 | Avia Świdnik                    | 3:1 (25:20, 31:29, 20:25, 25:21)        | Stal AZS PWSZ Nysa           |
| 26.02.2011 | Rajbud GTPS Gorzów Wielkopolski | 3:2 (20:25, 21:25, 25:15, 25:19, 18:16) | BBTS Bielsko-Biała           |
| 27.02.2011 | Trefl Gdańsk                    | 3:1 (21:25, 25:23, 25:22, 25:23)        | Ślepsk Suwałki               |
| Pauzuje:   | Joker Rodło Piła                |                                         |                              |
| Pauzuje:   | Pekpol Ostrołęka                |                                         |                              |

|  |  | 11. KOLEJKA |  |
|  |  | ----------- |  |

| 27.11.2010 | Rajbud GTPS Gorzów Wielkopolski | 3:1 (25:16, 25:14, 21:25, 25:19)        | MKS Orzeł Międzyrzecz        |
| 27.11.2010 | Joker Rodło Piła                | 3:2 (23:25, 25:21, 20:25, 25:17, 15:10) | Stal AZS PWSZ Nysa           |
| 27.11.2010 | Avia Świdnik                    | 3:1 (25:18, 25:20, 21:25, 25:20)        | Ślepsk Suwałki               |
| 27.11.2010 | Jadar Radom                     | 3:0 (25:22, 25:22, 25:23)               | MKS MOS Interpromex Będzin   |
| 27.11.2010 | SMS PZPS Spała                  | 0:3 (19:25, 11:25, 17:25)               | Pekpol Ostrołęka             |
| 28.11.2010 | Trefl Gdańsk                    | 3:1 (25:15, 29:31, 25:20, 28:26)        | MCKiS PKE Energetyk Jaworzno |
| Pauzuje:   | BBTS Bielsko-Biała              |                                         |                              |

|  |  | 24. KOLEJKA |  |
|  |  | ----------- |  |

| 05.03.2011 | Stal AZS PWSZ Nysa              | 2:3 (23:25, 25:21, 25:21, 22:25, 11:15) | Joker Rodło Piła |
| 05.03.2011 | Ślepsk Suwałki                  | 3:2 (25:14, 25:16, 22:25, 23:25, 15:11) | Avia Świdnik     |
| 05.03.2011 | MCKiS PKE Energetyk Jaworzno    | 3:1 (25:17, 27:25, 20:25, 28:26)        | Trefl Gdańsk     |
| 05.03.2011 | MKS MOS Interpromex Będzin      | 1:3 (20:25, 23:25, 25:15, 19:25)        | Jadar Radom      |
| 05.03.2011 | Pekpol Ostrołęka                | 3:0 (25:19, 25:15, 25:7)                | SMS PZPS Spała   |
| Pauzuje:   | Rajbud GTPS Gorzów Wielkopolski |                                         |                  |
| Pauzuje:   | BBTS Bielsko-Biała              |                                         |                  |

|  |  | 12. KOLEJKA |  |
|  |  | ----------- |  |

| 03.12.2010 | Trefl Gdańsk                    | 3:1 (24:26, 25:23, 25:20, 25:23)        | Pekpol Ostrołęka             |
| 04.12.2010 | BBTS Bielsko-Biała              | 2:3 (25:20, 26:28, 22:25, 25:20, 12:15) | Stal AZS PWSZ Nysa           |
| 04.12.2010 | Rajbud GTPS Gorzów Wielkopolski | 1:3 (22:25, 22:25, 25:20, 17:25)        | Ślepsk Suwałki               |
| 04.12.2010 | Joker Rodło Piła                | 3:0 (25:21, 21:17, 25:19)               | MCKiS PKE Energetyk Jaworzno |
| 04.12.2010 | Avia Świdnik                    | 1:3 (21:25, 23:25, 25:22, 23:25)        | MKS MOS Interpromex Będzin   |
| 05.12.2010 | SMS PZPS Spała                  | 1:3 (18:25, 25:20, 17:25, 18:25)        | Jadar Radom                  |
| Pauzuje:   | MKS Orzeł Międzyrzecz           |                                         |                              |

|  |  | 25. KOLEJKA |  |
|  |  | ----------- |  |

| 08.02.2011 | SMS PZPS Spała               | 0:3 (28:26, 25:22, 25:20)               | Jadar Radom                     |
| 09.03.2011 | Stal AZS PWSZ Nysa           | 3:0 (31:29, 25:18, 25:19)               | BBTS Bielsko-Biała              |
| 09.03.2011 | Ślepsk Suwałki               | 2:3 (23:25, 25:19, 20:25, 25:10, 12:15) | Rajbud GTPS Gorzów Wielkopolski |
| 09.03.2011 | MCKiS PKE Energetyk Jaworzno | 3:1 (25:23, 40:38, 19:25, 30:28)        | Joker Rodło Piła                |
| 09.03.2011 | MKS MOS Interpromex Będzin   | 3:2 (23:25, 23:25, 25:23, 25:22, 15:7)  | Avia Świdnik                    |
| 09.03.2011 | Pekpol Ostrołęka             | 3:1 (25:20, 25:23, 18:25, 25:23)        | Trefl Gdańsk                    |

|  |  | 13. KOLEJKA |  |
|  |  | ----------- |  |

| 11.12.2010 | Pekpol Ostrołęka             | 3:0 (25:13, 25:23, 26:24)               | Jadar Radom                     |
| 11.12.2010 | MKS MOS Interpromex Będzin   | 0:3 (22:25, 19:25, 24:26)               | Trefl Gdańsk                    |
| 11.12.2010 | MCKiS PKE Energetyk Jaworzno | 3:0 (26:24, 25:20, 29:27)               | Avia Świdnik                    |
| 11.12.2010 | Ślepsk Suwałki               | 2:3 (20:25, 30:28, 14:25, 25:23, 14:16) | Joker Rodło Piła                |
| 11.12.2010 | Stal AZS PWSZ Nysa           | 2:3 (25:23, 37:39, 25:22, 21:25, 11:15) | Rajbud GTPS Gorzów Wielkopolski |
| 11.12.2010 | MKS Orzeł Międzyrzecz        | 1:3 (14:25, 19:25, 25:21, 19:25)        | BBTS Bielsko-Biała              |
| Pauzuje:   | SMS PZPS Spała               |                                         |                                 |

|  |  | 26. KOLEJKA |  |
|  |  | ----------- |  |

| 12.03.2011 | Jadar Radom                     | 3:1 (25:18, 20:25, 25:16, 34:32) | Pekpol Ostrołęka             |
| 12.03.2011 | Trefl Gdańsk                    | 3:1 (25:22, 22:25, 25:17, 25:15) | MKS MOS Interpromex Będzin   |
| 12.03.2011 | Avia Świdnik                    | 1:3 (25:19, 19:25, 23:25, 22:25) | MCKiS PKE Energetyk Jaworzno |
| 12.03.2011 | Joker Rodło Piła                | 0:3 (17:25, 23:25, 19:25)        | Ślepsk Suwałki               |
| 12.03.2011 | Rajbud GTPS Gorzów Wielkopolski | 3:1 (23:25, 25:11, 25:18, 25:23) | Stal AZS PWSZ Nysa           |
| Pauzuje:   | BBTS Bielsko-Biała              |                                  |                              |
| Pauzuje:   | SMS PZPS Spała                  |                                  |                              |

#### Tabela
| Lp. | Drużyna                         | Pkt | Mecze | Mecze | Mecze | Rodzaj wyniku | Rodzaj wyniku | Rodzaj wyniku | Rodzaj wyniku | Rodzaj wyniku | Rodzaj wyniku | Sety | Sety | Sety  | Małe punkty | Małe punkty | Małe punkty |
| Lp. | Drużyna                         | Pkt | M     | W     | P     | 3:0           | 3:1           | 3:2           | 2:3           | 1:3           | 0:3           | wyg. | prz. | stos. | zdob.       | str.        | stos.       |
| --- | ------------------------------- | --- | ----- | ----- | ----- | ------------- | ------------- | ------------- | ------------- | ------------- | ------------- | ---- | ---- | ----- | ----------- | ----------- | ----------- |
| 1   | Jadar Radom                     | 50  | 23    | 17    | 6     | 8             | 5             | 4             | 3             | 2             | 1             | 59   | 31   | 1.9   | 1930        | 1822        | 1.06        |
| 2   | Rajbud GTPS Gorzów Wielkopolski | 46  | 23    | 17    | 6     | 4             | 6             | 7             | 2             | 3             | 1             | 58   | 38   | 1.53  | 2074        | 1981        | 1.05        |
| 3   | Trefl Gdańsk                    | 45  | 23    | 15    | 8     | 5             | 8             | 2             | 2             | 6             | 0             | 55   | 36   | 1.53  | 2049        | 1893        | 1.08        |
| 4   | Ślepsk Suwałki                  | 42  | 23    | 15    | 8     | 6             | 3             | 6             | 3             | 2             | 3             | 53   | 39   | 1.36  | 1980        | 1896        | 1.04        |
| 5   | Joker Rodło Piła                | 40  | 23    | 13    | 10    | 4             | 5             | 4             | 5             | 3             | 2             | 52   | 43   | 1.21  | 2050        | 1979        | 1.04        |
| 6   | Pekpol Ostrołęka                | 39  | 23    | 13    | 10    | 5             | 4             | 4             | 4             | 4             | 2             | 51   | 42   | 1.21  | 1983        | 1875        | 1.06        |
| 7   | Stal AZS PWSZ Nysa              | 38  | 23    | 11    | 12    | 7             | 2             | 2             | 7             | 3             | 2             | 50   | 42   | 1.19  | 1998        | 1937        | 1.03        |
| 8   | BBTS Bielsko-Biała              | 37  | 23    | 12    | 11    | 3             | 5             | 4             | 5             | 3             | 3             | 49   | 46   | 1.07  | 2115        | 2122        | 1           |
| 9   | MKS MOS Interpromex Będzin      | 31  | 23    | 12    | 11    | 3             | 3             | 6             | 1             | 6             | 4             | 44   | 48   | 0.92  | 1998        | 1961        | 1.02        |
| 10  | MCKiS PKE Energetyk Jaworzno    | 31  | 23    | 10    | 13    | 5             | 3             | 2             | 3             | 3             | 7             | 39   | 46   | 0.85  | 1810        | 1884        | 0.96        |
| 11  | Avia Świdnik                    | 26  | 23    | 7     | 16    | 3             | 4             | 0             | 5             | 5             | 6             | 36   | 52   | 0.69  | 1821        | 1911        | 0.95        |
| 12  | MKS Orzeł Międzyrzecz           | 7   | 12    | 2     | 10    | 0             | 2             | 0             | 1             | 5             | 4             | 13   | 32   | 0.41  | 934         | 1150        | 0.81        |
| 13  | SMS PZPS Spała                  | 0   | 23    | 0     | 23    | 0             | 0             | 0             | 0             | 5             | 18            | 5    | 69   | 0.07  | 1327        | 1833        | 0.72        |

Źródło: inf. własna
Punktacja: 3:0 i 3:1 – 3 pkt; 3:2 – 2 pkt; 2:3 – 1 pkt; 1:3 i 0:3 – 0 pkt
Zasady ustalania kolejności: 1. liczba punktów; 2. stosunek setów; 3. stosunek małych punktów; 4. bilans w bezpośrednich meczach
     faza play-off
     faza play-out

### Faza play-off

#### Ćwierćfinały
(do 3 zwycięstw)
| Data       | Drużyna 1                       | Wynik | Drużyna 2                       | Sety                              |
| ---------- | ------------------------------- | ----- | ------------------------------- | --------------------------------- |
| 19.03.2011 | Jadar Radom                     | 3:0   | BBTS Bielsko-Biała              | 25:21, 25:16, 25:21               |
| 20.03.2011 | Jadar Radom                     | 3:2   | BBTS Bielsko-Biała              | 25:18, 15:25, 23:25, 25:20, 15:12 |
| 26.03.2011 | BBTS Bielsko-Biała              | 0:3   | Jadar Radom                     | 26:28, 27:29, 21:25               |
|            |                                 |       |                                 |                                   |
| 19.03.2011 | Rajbud GTPS Gorzów Wielkopolski | 3:0   | Stal AZS PWSZ Nysa              | 25:22, 25:21, 25:21               |
| 20.03.2011 | Rajbud GTPS Gorzów Wielkopolski | 1:3   | Stal AZS PWSZ Nysa              | 25:23, 21:25, 20:25, 19:25        |
| 26.03.2011 | Stal AZS PWSZ Nysa              | 2:3   | Rajbud GTPS Gorzów Wielkopolski | 23:25, 25:21, 22:25, 25:17, 13:15 |
| 27.03.2011 | Stal AZS PWSZ Nysa              | 1:3   | Rajbud GTPS Gorzów Wielkopolski | 27:29, 10:25, 25:15, 21:25        |
|            |                                 |       |                                 |                                   |
| 20.03.2011 | Trefl Gdańsk                    | 3:1   | Pekpol Ostrołęka                | 26:24, 20:25, 25:19, 25:20        |
| 21.03.2011 | Trefl Gdańsk                    | 3:2   | Pekpol Ostrołęka                | 25:21, 25:16, 23:25, 24:26, 15:11 |
| 26.03.2011 | Pekpol Ostrołęka                | 2:3   | Trefl Gdańsk                    | 17:25, 25:23, 18:25, 25:18, 13:15 |
|            |                                 |       |                                 |                                   |
| 22.03.2011 | Ślepsk Suwałki                  | 3:0   | Joker Rodło Piła                | 25:23, 25:20, 25:17               |
| 23.03.2011 | Ślepsk Suwałki                  | 3:0   | Joker Rodło Piła                | 25:14, 25:20, 25:23               |
| 26.03.2011 | Joker Rodło Piła                | 1:3   | Ślepsk Suwałki                  | 19:25, 25:20, 20:25, 21:25        |

#### Półfinały
(do 3 zwycięstw)
| Data       | Drużyna 1                       | Wynik | Drużyna 2                       | Sety                              |
| ---------- | ------------------------------- | ----- | ------------------------------- | --------------------------------- |
| 02.04.2011 | Jadar Radom                     | 3:0   | Ślepsk Suwałki                  | 25:20, 25:21, 25:16               |
| 03.04.2011 | Jadar Radom                     | 3:2   | Ślepsk Suwałki                  | 25:22, 23:25, 23:25, 26:24, 15:12 |
| 06.04.2011 | Ślepsk Suwałki                  | 1:3   | Jadar Radom                     | 25:16, 20:25, 19:25, 25:27        |
|            |                                 |       |                                 |                                   |
| 02.04.2011 | Rajbud GTPS Gorzów Wielkopolski | 0:3   | Trefl Gdańsk                    | 25:27, 14:25, 23:25               |
| 03.04.2011 | Rajbud GTPS Gorzów Wielkopolski | 2:3   | Trefl Gdańsk                    | 22:25, 25:21, 14:25, 25:20, 12:15 |
| 09.04.2011 | Trefl Gdańsk                    | 3:0   | Rajbud GTPS Gorzów Wielkopolski | 26:24, 25:21, 25:19               |

#### Finały
(do 3 zwycięstw)
| Data       | Drużyna 1    | Wynik | Drużyna 2    | Sety                              |
| ---------- | ------------ | ----- | ------------ | --------------------------------- |
| 16.04.2011 | Jadar Radom  | 2:3   | Trefl Gdańsk | 25:18, 22:25, 25:19, 24:26, 13:15 |
| 17.04.2011 | Jadar Radom  | 3:2   | Trefl Gdańsk | 25:18, 24:26, 22:25, 28:26, 15:11 |
| 30.04.2011 | Trefl Gdańsk | 3:0   | Jadar Radom  | 25:21, 25:15, 25:16               |
| 01.05.2011 | Trefl Gdańsk | 3:0   | Jadar Radom  | 25:18, 25:19, 25:19               |

#### Turniej o miejsca 5-8 wWałczu
Wyniki
| Data       | Drużyna 1          | Wynik | Drużyna 2          | Sety                             |
| ---------- | ------------------ | ----- | ------------------ | -------------------------------- |
| 16.04.2011 | Joker Rodło Piła   | 2:3   | BBTS Bielsko-Biała | 25:19, 20:25, 25:14, 15:25, 7:15 |
| 16.04.2011 | Pekpol Ostrołęka   | 3:1   | Stal AZS PWSZ Nysa | 25:19, 23:25, 25:19, 25:20       |
|            |                    |       |                    |                                  |
| 16.04.2011 | BBTS Bielsko-Biała | 1:3   | Stal AZS PWSZ Nysa | 19:25, 23:25, 25:20, 18:25       |
| 16.04.2011 | Joker Rodło Piła   | 0:3   | Pekpol Ostrołęka   | 20:25, 19:25, 21:25              |
|            |                    |       |                    |                                  |
| 17.04.2011 | Pekpol Ostrołęka   | 3:1   | BBTS Bielsko-Biała | 21:25, 25:20, 25:20, 25:21       |
| 17.04.2011 | Stal AZS PWSZ Nysa | 0:3   | Joker Rodło Piła   | 19:25, 20:25, 21:25              |

 Tabela 
| Lp. | Drużyna            | Pkt | Mecze | Mecze | Mecze | Rodzaj wyniku | Rodzaj wyniku | Rodzaj wyniku | Rodzaj wyniku | Rodzaj wyniku | Rodzaj wyniku | Sety | Sety | Sety  | Małe punkty | Małe punkty | Małe punkty |
| Lp. | Drużyna            | Pkt | M     | W     | P     | 3:0           | 3:1           | 3:2           | 2:3           | 1:3           | 0:3           | wyg. | prz. | stos. | zdob.       | str.        | stos.       |
| --- | ------------------ | --- | ----- | ----- | ----- | ------------- | ------------- | ------------- | ------------- | ------------- | ------------- | ---- | ---- | ----- | ----------- | ----------- | ----------- |
| 1   | Pekpol Ostrołęka   | 6   | 3     | 3     | 0     | 1             | 2             | 0             | 0             | 0             | 0             | 9    | 2    | 4.5   | 269         | 229         | 1.17        |
| 2   | Joker Rodło Piła   | 4   | 3     | 1     | 2     | 1             | 0             | 0             | 1             | 0             | 1             | 5    | 6    | 0.83  | 227         | 233         | 0.97        |
| 3   | BBTS Bielsko-Biała | 4   | 3     | 1     | 2     | 0             | 0             | 1             | 0             | 2             | 0             | 5    | 8    | 0.63  | 269         | 273         | 0.99        |
| 4   | Stal AZS PWSZ Nysa | 4   | 3     | 1     | 2     | 0             | 1             | 0             | 0             | 1             | 1             | 4    | 7    | 0.57  | 238         | 258         | 0.92        |

Źródło: inf. własna
Punktacja: zwycięstwo - 2 pkt; porażka - 1 pkt
Zasady ustalania kolejności: 1. liczba punktów; 2. stosunek setów; 3. stosunek małych punktów; 4. bilans w bezpośrednich meczach

### Faza play-out
(do 3 zwycięstw)
| Data       | Drużyna 1          | Wynik | Drużyna 2          | Sety                       |
| ---------- | ------------------ | ----- | ------------------ | -------------------------- |
| 09.04.2011 | Energetyk Jaworzno | 3:1   | Avia Świdnik       | 23:25, 25:17, 40:38, 25:15 |
| 10.04.2011 | Energetyk Jaworzno | 3:1   | Avia Świdnik       | 25:21, 25:23, 23:25, 25:16 |
| 16.04.2011 | Avia Świdnik       | 1:3   | Energetyk Jaworzno | 23:25, 25:22, 18:25, 25:22 |

## Klasyfikacja końcowa
| Lp. | Drużyna                         |
| --- | ------------------------------- |
| 1   | Trefl Gdańsk                    |
| 2   | Jadar Radom                     |
| 3   | Rajbud GTPS Gorzów Wielkopolski |
| 4   | Ślepsk Suwałki                  |
| 5   | Pekpol Ostrołęka                |
| 6   | Joker Rodło Piła                |
| 7   | BBTS Bielsko-Biała              |
| 8   | Stal AZS PWSZ Nysa              |
| 9   | MKS MOS Interpromex Będzin      |
| 10  | Energetyk Jaworzno              |
| 11  | Avia Świdnik                    |
| 12  | SMS PZPS Spała                  |
| 13  | MKS Orzeł Międzyrzecz AZS-AWF   |

| Spadek z PlusLigi                       |
| --------------------------------------- |
| Pamapol Wielton Wieluń                  |
| Awans do PlusLigi                       |
| Trefl Gdańsk                            |
| Spadek do II ligi                       |
| Avia Świdnik, SMS PZPS Spała            |
| Awans z II ligi                         |
| Cuprum Mundo Lubin, Wanda Instal Kraków |

## Transfery
| przychodzą                                         | odchodzą                                                |
| -------------------------------------------------- | ------------------------------------------------------- |
| Łukasz Kruk (Asseco Resovia)                       | Michał Kaczmarek (Trefl Gdańsk)                         |
| Marcin Kocik (Al-Ahli)                             | Maikel Moreno Salas (Neckermann AZS Politechnika Wa-wa) |
| Jakub Radomski (Neckermann AZS Politechnika Wa-wa) | Maciej Pawliński (Jastrzębski Węgiel)                   |
| Maciej Kałasz (BBTS Bielsko-Biała)                 | Wojciech Żaliński (Neckermann AZS Politechnika Wa-wa)   |
| Daniel Górski (AZS PWSZ Nysa)                      | Jarosław Macionczyk (Trefl Gdańsk)                      |

| przychodzą                              | odchodzą                                          |
| --------------------------------------- | ------------------------------------------------- |
| Enrique De La Fuente (Arkas Spor Izmir) | Wojciech Lalek – II trener (Legionovia Legionowo) |
|                                         | Michał Żuk (Fart Kielce)                          |

| przychodzą                                  | odchodzą |
| ------------------------------------------- | -------- |
| Łukasz Staniewski (Pronar Parkiet Hajnówka) |          |
| Piotr Milewski (Ósemka Siedlce)             |          |

| przychodzą | odchodzą                                    |
| ---------- | ------------------------------------------- |
|            | Radosław Zbierski (szuka klubu)             |
|            | Łukasz Jurkoić (Ślepsk Suwałki)             |
|            | Grzegorz Wójtowicz (ZAKSA Kędzierzyn-Koźle) |
|            | Witold Chwastyniak (szuka klubu)            |
|            | Mariusz Gaca (szuka klubu)                  |
|            | Łukasz Kaczorowski (Ślepsk Suwałki)         |

| przychodzą                                                 | odchodzą                                          |
| ---------------------------------------------------------- | ------------------------------------------------- |
| Andrzej Stanulewicz – I trener (Orzeł Międzyrzecz)         | Sławomir Gerymski – I trener (Energetyk Jaworzno) |
| Daniel Mróz (Orzeł Międzyrzecz)                            | Jakub Mach (szuka klubu)                          |
| Paweł Maciejewicz (Neckermann AZS Politechnika Warszawska) | Adrian Szlubowski (Energetyk Jaworzno)            |
| Maciej Kordysz (Pamapol Siatkarz Wieluń)                   | Kamil Ratajczak (Stal AZS PWSZ Nysa)              |

| przychodzą                                       | odchodzą                            |
| ------------------------------------------------ | ----------------------------------- |
| Mateusz Leszczewski (MKS MOS Interpromex Będzin) | Jarosław Lech (szuka klubu)         |
| Maciej Kusaj (Indykpol AZS UWM Olsztyn)          | Maciej Kałasz (Jadar Radom)         |
| Radosław Szymczak (AZS Politechnika Krakowska)   | Bartłomiej Jajszczak (szuka klubu)  |
|                                                  | Marcin Owczarski (szuka klubu)      |
|                                                  | Grzegorz Surma (szuka klubu)        |
|                                                  | Szymon Piórkowski (szuka klubu)     |
|                                                  | Kornel Przystał (szuka klubu)       |
|                                                  | Tomasz Walendzik (Pekpol Ostrołęka) |
|                                                  | Kamil Kwasowski (szuka klubu)       |

| przychodzą                        | odchodzą                               |
| --------------------------------- | -------------------------------------- |
| Łukasz Karpiewski (Burza Wrocław) | Daniel Mróz (GTPS Gorzów Wielkopolski) |
|                                   | Jarosław Stancelewski (szuka klubu)    |
|                                   | Patryk Kabziński (Cuprum Lubin)        |
|                                   | Konrad Grześkowiak (szuka klubu)       |
|                                   | Dominik Żmuda (Energetyk Jaworzno)     |
|                                   | Przemysław Kaźmierski (MKS MOS Będzin) |

| przychodzą                      | odchodzą                     |
| ------------------------------- | ---------------------------- |
| Maciej Krzywiecki (Fart Kielce) | Damian Domonik (szuka klubu) |
|                                 | Daniel Górski (Jadar Radom)  |

| przychodzą                                 | odchodzą                            |
| ------------------------------------------ | ----------------------------------- |
| Sebastian Wójcik (Pronar Parkiet Hajnówka) | Wojciech Iwanowicz (szuka klubu)    |
| Łukasz Jurkojć (Joker-Rodło Piła)          | Maciej Główczyński (Camper Wyszków) |
| Łukasz Kaczorowski (Joker-Rodło Piła)      | Tomasz Knasiecki (szuka klubu)      |
| Tomasz Łuczka (GTS Wilga Garwolin)         | Łukasz Augustynowicz (szuka klubu)  |
|                                            | Kamil Łyczko (szuka klubu)          |

| przychodzą                                              | odchodzą                                   |
| ------------------------------------------------------- | ------------------------------------------ |
| Sławomir Gerymski – I trener (GTPS Gorzów Wielkopolski) | Krzysztof Janczak – I trener (szuka klubu) |
| Adrian Szlubowski (GTPS Gorzów Wielkopolski)            | Michał Skrzypiński (szuka klubu)           |
| Dominik Żmuda (Orzeł Międzyrzecz)                       | Krzysztof Antosik (szuka klubu)            |
| Artur Kulikowski (Morze Bałtyk Szczecin)                | Krzysztof Szopa (szuka klubu)              |
| Michał Glinka (Morze Bałtyk Szczecin)                   | Jarosław Tepling (Wanda Kraków)            |
| Rafał Sokołowski (AS Białołęka)                         | Jakub Kaźmierski (szuka klubu)             |
| Władysław Olszowski (drużyna juniorów)                  | Mariusz Syguła (Wanda Kraków)              |
| Damian Sobczak (Bzura Ozorków)                          | Adam Kurian (szuka klubu)                  |
| Dawid Kuryło (drużyna juniorów)                         | Maciej Rzędzicki (szuka klubu)             |
|                                                         | Mateusz Gorzewski (szuka klubu)            |
|                                                         | Marcin Kozioł (szuka klubu)                |

| przychodzą                                    | odchodzą                          |
| --------------------------------------------- | --------------------------------- |
| Artur Żyliński (Pronar Parkiet Hajnówka)      | Daniel Lenc (Camper Wyszków)      |
| Tomasz Stańczuk (Indykpol AZS UWM Olsztyn)    | Mateusz Maron (szuka kubu)        |
| Mateusz Sacharewicz (Pronar Parkiet Hajnówka) | Robert Rojek (szuka kubu)         |
| Tomasz Walendzik (BBTS Bielsko-Biała)         | Kamil Starzewki (szuka kubu)      |
| Artur Jacyszyn (Indykpol AZS UWM Olsztyn)     | Jakub Chodor (szuka kubu)         |
| Mariusz Kuczko (Ósemka Siedlce)               | Dominik Zalewski (Camper Wyszków) |

| przychodzą                                | odchodzą                                 |
| ----------------------------------------- | ---------------------------------------- |
| Przemysław Kaźmierski (Orzeł Międzyrzecz) | Mateusz Leszczawski (BBTS Bielsko-Biała) |
|                                           | Bartosz Tomczyk (szuka klubu)            |